# Saint-Sulpice (Oise)
Saint-Sulpice és un municipi francès, situat al departament de l'Oise i a la regió dels Alts de França. L'any 2007 tenia 937 habitants.

## Demografia

### Població
El 2007 la població de fet de Saint-Sulpice era de 937 persones. Hi havia 328 famílies de les quals 60 eren unipersonals (32 homes vivint sols i 28 dones vivint soles), 80 parelles sense fills, 160 parelles amb fills i 28 famílies monoparentals amb fills.
La població ha evolucionat segons el següent gràfic:
Habitants censats

### Habitatges
El 2007 hi havia 379 habitatges, 336 eren l'habitatge principal de la família, 30 eren segones residències i 13 estaven desocupats. 373 eren cases i 4 eren apartaments. Dels 336 habitatges principals, 296 estaven ocupats pels seus propietaris, 35 estaven llogats i ocupats pels llogaters i 5 estaven cedits a títol gratuït; 2 tenien una cambra, 12 en tenien dues, 36 en tenien tres, 94 en tenien quatre i 191 en tenien cinc o més. 263 habitatges disposaven pel capbaix d'una plaça de pàrquing. A 130 habitatges hi havia un automòbil i a 184 n'hi havia dos o més.

### Piràmide de població
La piràmide de població per edats i sexe el 2009 era:
| Homes | Edats   | Dones |
| ----- | ------- | ----- |
| 0     | 95 o +  | 0     |
| 0     | 90 a 94 | 4     |
| 0     | 85 a 89 | 12    |
| 0     | 80 a 84 | 4     |
| 4     | 75 a 79 | 0     |
| 16    | 70 a 74 | 12    |
| 12    | 65 a 69 | 20    |
| 16    | 60 a 64 | 24    |
| 24    | 55 a 59 | 32    |
| 52    | 50 a 54 | 20    |
| 44    | 45 a 49 | 44    |
| 40    | 40 a 44 | 56    |
| 28    | 35 a 39 | 36    |
| 44    | 30 a 34 | 32    |
| 20    | 25 a 29 | 20    |
| 12    | 20 a 24 | 16    |
| 52    | 15 a 19 | 36    |
| 44    | 10 a 14 | 36    |
| 40    | 5 a 9   | 36    |
| 28    | 0 a 4   | 8     |

## Economia
El 2007 la població en edat de treballar era de 654 persones, 509 eren actives i 145 eren inactives. De les 509 persones actives 473 estaven ocupades (255 homes i 218 dones) i 36 estaven aturades (22 homes i 14 dones). De les 145 persones inactives 50 estaven jubilades, 58 estaven estudiant i 37 estaven classificades com a «altres inactius».

### Ingressos
El 2009 a Saint-Sulpice hi havia 336 unitats fiscals que integraven 956,5 persones, la mediana anual d'ingressos fiscals per persona era de 20.931 €.

### Activitats econòmiques
Dels 20 establiments que hi havia el 2007, 3 eren d'empreses de fabricació d'altres productes industrials, 5 d'empreses de construcció, 4 d'empreses de comerç i reparació d'automòbils, 1 d'una empresa de transport, 1 d'una empresa d'hostatgeria i restauració, 1 d'una empresa d'informació i comunicació, 3 d'empreses de serveis, 1 d'una entitat de l'administració pública i 1 d'una empresa classificada com a «altres activitats de serveis».
Dels 5 establiments de servei als particulars que hi havia el 2009, 1 era un paleta, 1 fusteria, 1 lampisteria, 1 electricista i 1 perruqueria.
L'any 2000 a Saint-Sulpice hi havia 7 explotacions agrícoles.

## Equipaments sanitaris i escolars
El 2009 hi havia una escola elemental integrada dins d'un grup escolar amb les comunes properes formant una escola dispersa.

## Poblacions més properes
El següent diagrama mostra les poblacions més properes.